# 阿城故城址
阿城故城址，位于山东省聊城市阳谷县阿城镇王庄村，是中华人民共和国山东省文物保护单位之一。
1992年6月12日，授予山东省文物保护单位，是一座古遗址。